# Tiêm chủng cho mèo
Tiêm phòng cho mèo đóng một vai trò quan trọng trong việc bảo vệ mèo khỏi các bệnh truyền nhiễm có thể gây tử vong cho mèo. Mèo có thể tiếp xúc với những căn bệnh truyền nhiễm nguy hiểm này từ môi trường, vật nuôi khác hoặc thậm chí là con người. HealthforAnimals - Hiệp hội Thuốc thú y Toàn cầu, tóm tắt vai trò của họ trong việc đảm bảo động vật được tiêm phòng đúng cách: Chúng tôi cũng có nghĩa vụ đạo đức đối với động vật, để ngăn ngừa bệnh thay vì chờ đợi cho đến khi con vật bị bệnh, đau đớn và cần phải điều trị.

## Hướng dẫn nguyên tắc
Việc tiêm chủng theo lịch trình cố định với tần suất hàng năm hiện đã bị hủy bỏ. Hiện nay, tiêm phòng cho mèo không còn thường xuyên hơn mức con vật cần thiết. Khuyến nghị mới này tính đến các yếu tố về thời gian hiệu quả của vắc-xin và thời gian miễn dịch của các loại vắc-xin. Khuyến nghị này cũng tính đến rủi ro của mèo trong môi trường sống và khả năng phơi nhiễm; các nhu cầu và rủi ro cụ thể liên quan đến tuổi và tình trạng sức khỏe tổng thể của các quần thể mèo và mèo khác nhau; và cả khó khăn về mặt tài chính xã hội.

## Lịch tiêm phòng cho mèo
- Khi mèo được 6–8 tuần tuổi tiêm vắc xin tổng hợp mũi đầu tiên: bệnh giảm bạch cầu, bệnh viêm mũi – khí quản truyền nhiễm, bệnh hô hấp do herpevirus.
- Mèo từ 9–12 tuần tuổi tiêm vắc xin tổng hợp mũi 2
- Từ 16 tuần tuổi tiêm vắc xin phòng bệnh dại.
- Hàng năm, mèo vẫn cần tiêm nhắc lại, bao gồm vắc xin tổng hợp phòng trên cùng vắc xin tiêm phòng bệnh dại[7]

## Quản lý vắc-xin
Các quy định và pháp luật về đối tượng, chủ thể có thể mua và bán vắc-xin khác nhau ở từng mỗi quốc gia trên thế giới. Ở một số quốc gia, chỉ có thể mua vắc-xin cho mèo khi có chỉ định từ các bác sĩ thú y được cấp phép. Ngoài bác sĩ thú y được chứng nhận, những đối tượng khác có thể mua vắc-xin cho mèo là chủ sở hữu hoặc người chăm sóc con vật. Phương pháp sử dụng vắc-xin để tiêm chủng cho mèo có thể khác nhau. Vắc-xin cho mèo có thể được sử dụng bằng cách tiêm, bôi ngoài da hoặc bôi ở vị trí mũi hoặc mắt. Vị trí tiêm có thể là ở các cơ (IM) hoặc tiêm dưới da (SQ). Vị trí tiêm cụ thể có thể khác nhau tùy thuộc vào loại vắc-xin được tiêm.